# Diplous filicornis
Diplous filicornis är en skalbaggsart som beskrevs av Thomas Casey. Diplous filicornis ingår i släktet Diplous och familjen jordlöpare. Inga underarter finns listade i Catalogue of Life.